# Volucella
Volucella patří mezi největší pestřenky. Jsou silně migrující a samci jsou často teritoriální. Dospělci se živí nektarem květů a často jsou vidět při slunění na listech. Larvy většiny druhů žijí v hnízdech čmeláků a společenských včel, kde se živí detritem a jsou predátoři larev.

## Galerie

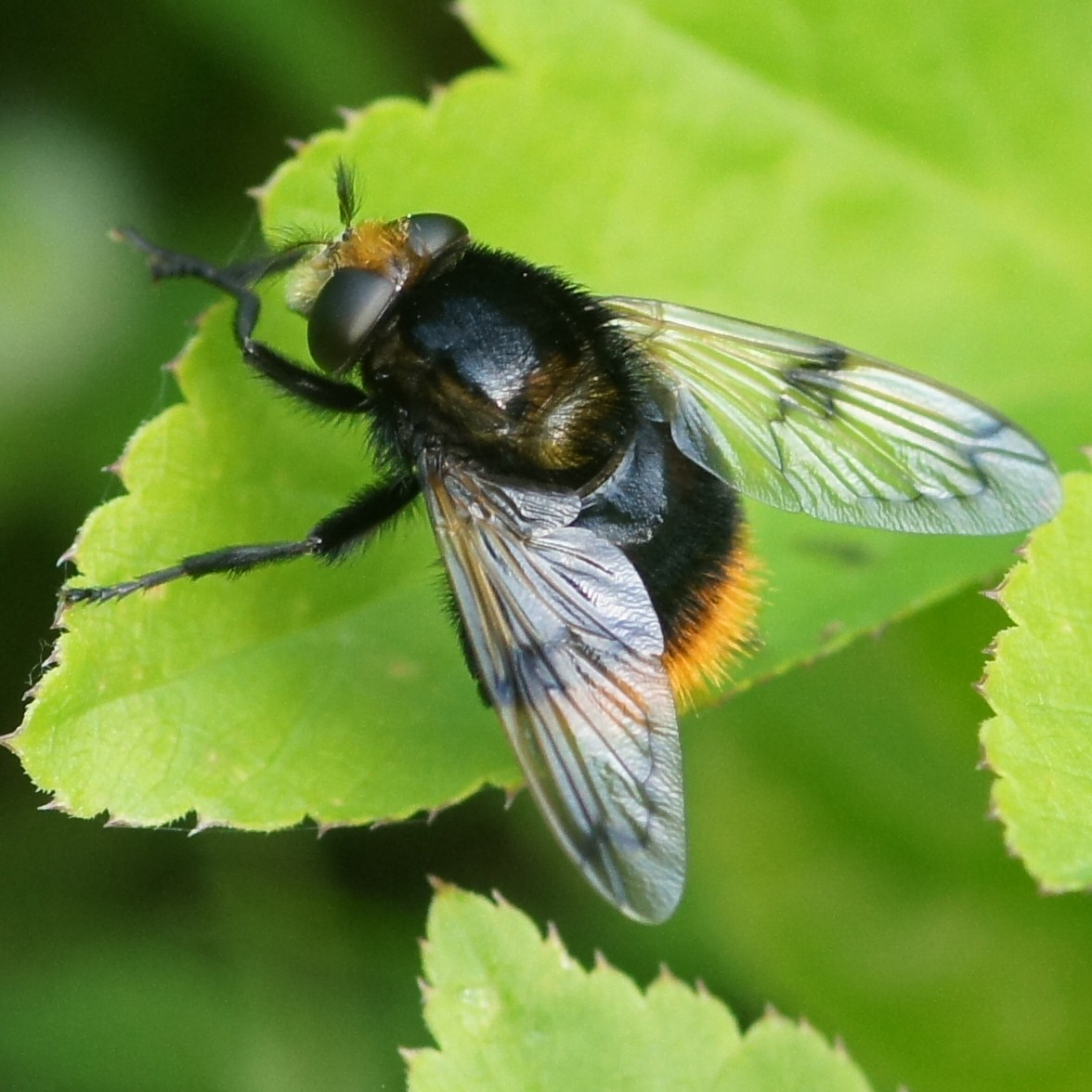
pestřenka čmeláková Volucella bombylans var. bombylans
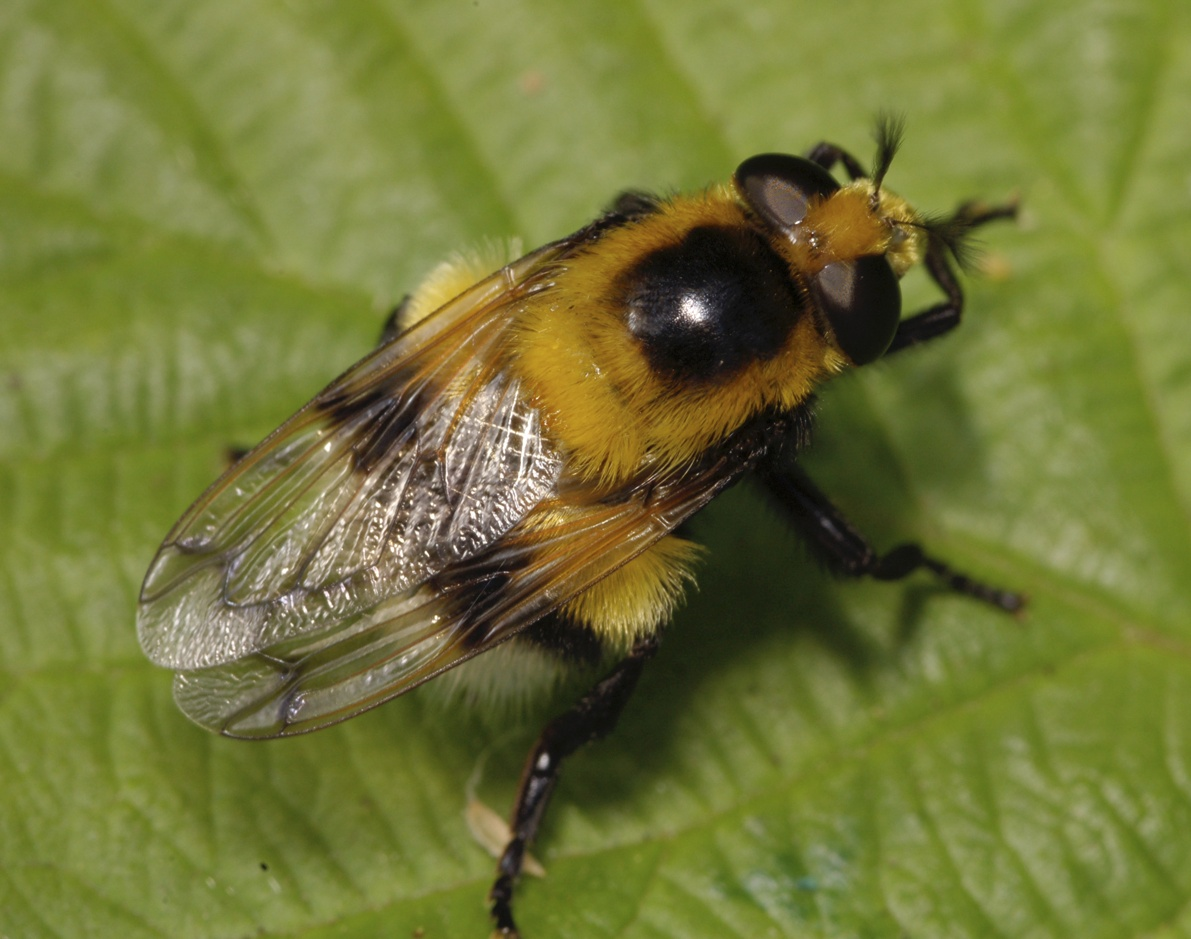
pestřenka čmeláková Volucella bombylans var. plumata
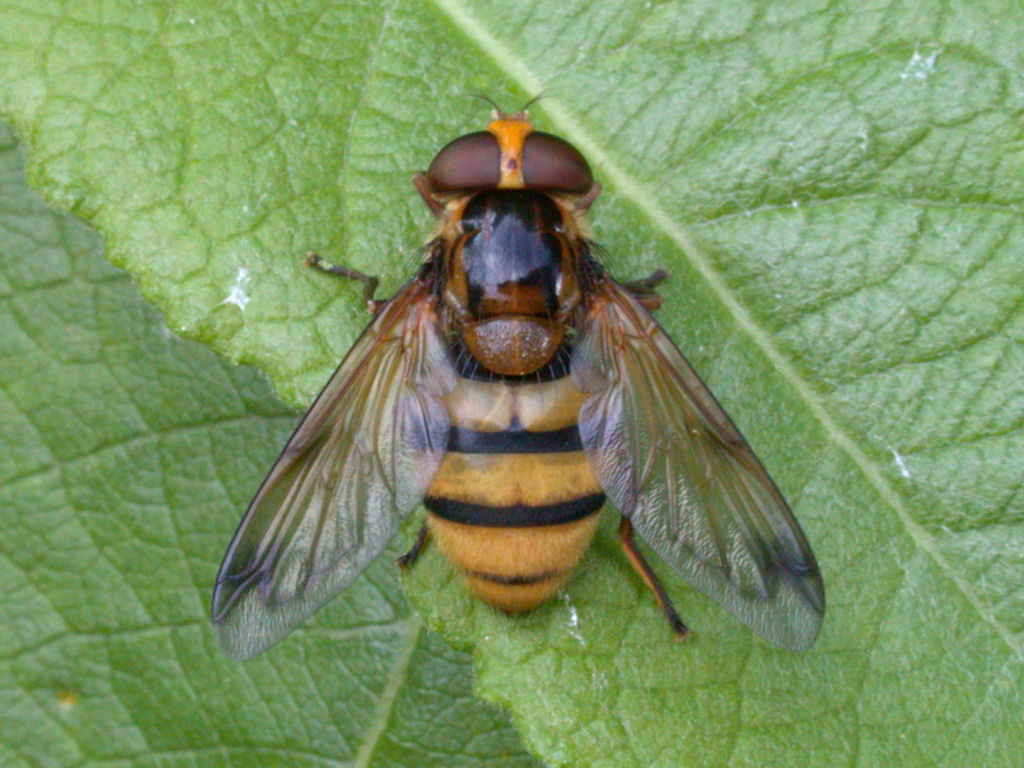
Volucella inanis
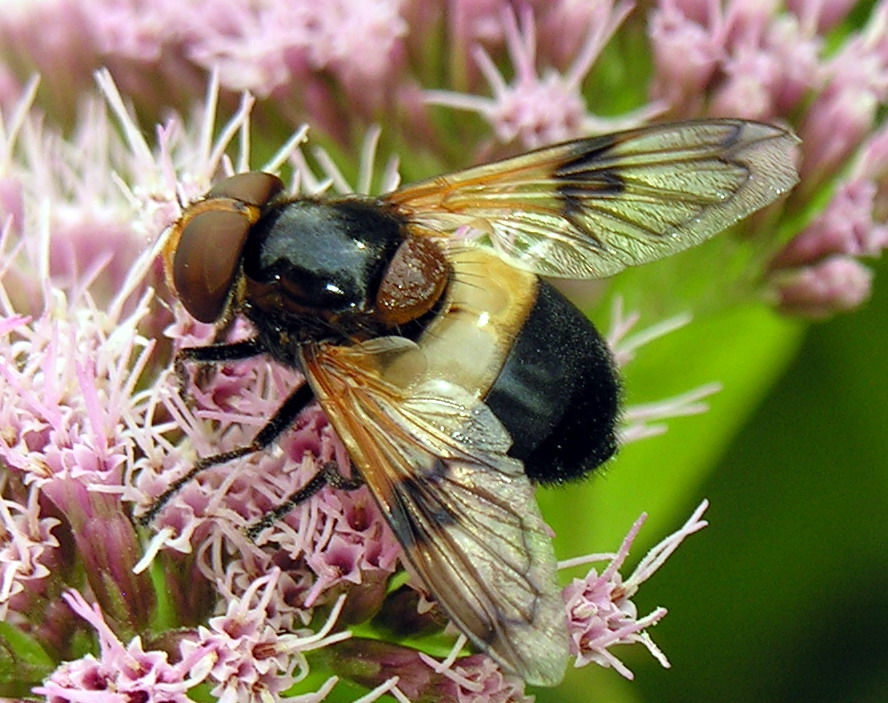
pestřenka prosvítavá Volucella pellucens
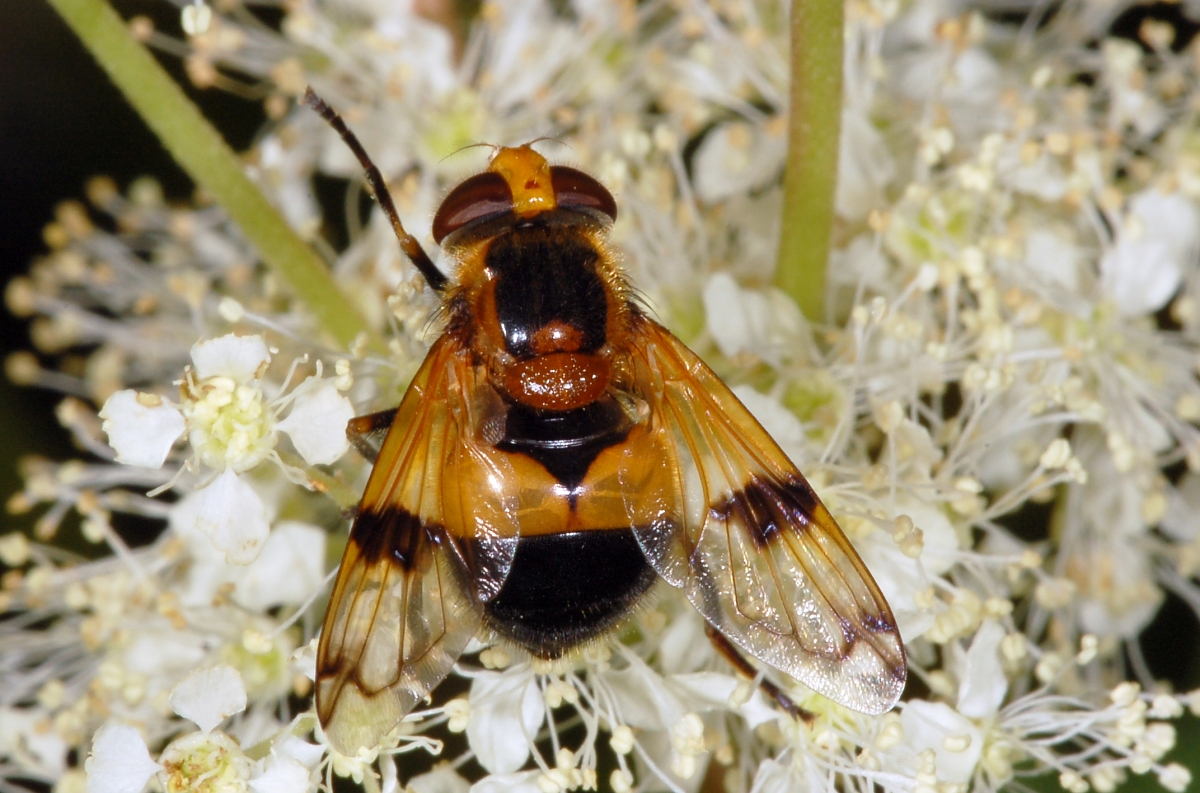
Volucella inflata
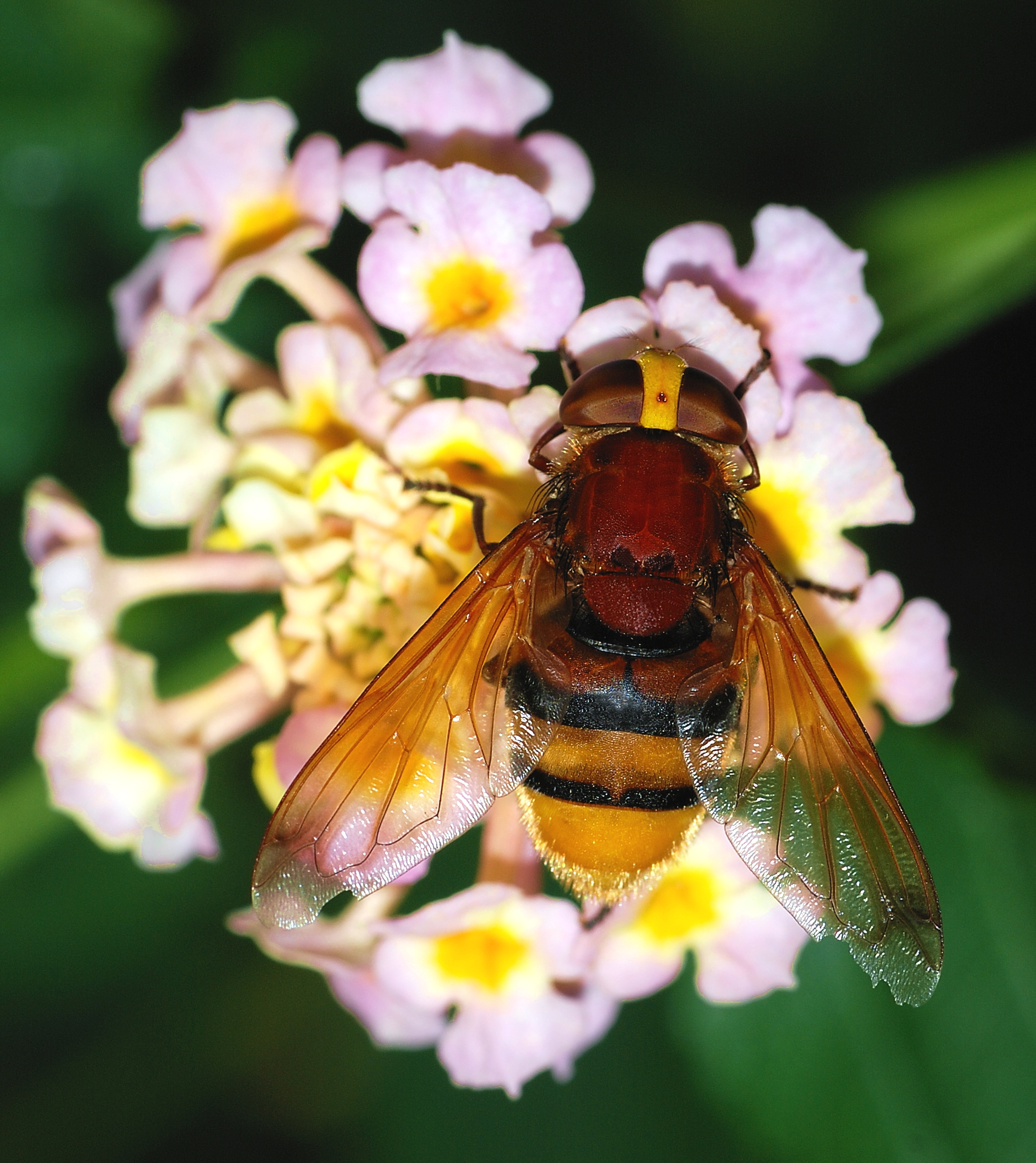
pestřenka sršňová Volucella zonaria